# Cremosperma cotejense
Cremosperma cotejense är en tvåhjärtbladig växtart som beskrevs av Conrad Vernon Morton. Cremosperma cotejense ingår i släktet Cremosperma och familjen Gesneriaceae. Inga underarter finns listade i Catalogue of Life.